# Perruche de Barraband
Polytelis swainsonii
Espèce
Statut de conservation UICN

 LC  : Préoccupation mineure
Statut CITES
La Perruche de Barraband (Polytelis swainsonii) est une espèce d'oiseaux du Sud-Est de l'Australie. C'est une espèce menacée (il n'en reste plus que quelques milliers) par la disparition des vieux eucalyptus où elle va nicher.

## Nomenclature
Son nom commémore l'illustrateur Jacques Barraband (1768-1809).

## Description
C'est un oiseau de 40 cm. de long avec une longue queue étroite. Le plumage est vert avec un vert plus brillant chez le mâle. Chez le mâle le front et les joues sont jaunes avec une bande rouge barrant le cou. Le bout des ailes est bleu. La femelle a la tête bleutée.

## Distribution et habitat
Elle habite les bois d'eucalyptus, dans la vallée du fleuve Murray, au Nord de l'État de Victoria et au sud-Est de la Nouvelle-Galles du Sud.

## Alimentation
Elle se nourrit de fleurs d'eucalyptus, de bourgeons, de graines, de nectar et de pollen.

## Mode de vie
Elle vit souvent en bandes, quelquefois uniquement en couples dans la canopée où elle passe ses journées pour descendre se nourrir le matin le midi et le soir.